# Equilic四邊形
Equilic四邊形是指有一對邊長度相等，且兩者成60度角的四邊形。
其性質有：
1. 其對角線的中點，和任意一條不等長對邊的邊的中點，組成一等邊三角形。
2. 任意不等長對邊之一為底，向外作一等邊三角形，該等邊三角形不屬於四邊形的頂點，跟四邊形中不屬於這個三角形的兩個頂點，組成一個等邊三角形。
3. 以兩個對角線和任意一條沒等長對邊的邊為底，構作三個等邊三角形。等邊三角形不屬四邊形之頂點，以及等長的對邊的延長後的交點，共線。而且該線和聯接對角線的中點的線段平行。